# Arjan Elferink
Arjan Elferink (20 juli 1974) is een Nederlandse langebaanschaatser bij de senioren met een voorkeur voor de middellange en langere afstanden alsmede de marathon. 
In de periode rond 2000 reed Elferink de NK Senioren, maar kwam nooit in de top 10 tussen de betaalde schaatsers. Zowel op het NK Sprint als op het NK Afstanden belandde hij in het midden van het veld. Op het Masters circuit boekte Elferink wel successen: hij won in 2015, 2016 en in 2017 bij de NK-Masters goud in de categorie 40+. In 2023 werd hij tweede.
Sinds 2020 neemt Elfrink ook deel aan internationale wedstrijden, waaronder de WK Allround voor Masters en de officieuze Olympische Spelen voor Masters, de zogenaamde Winter World Master Games. Elferink wist op zowel de Winterspelen van 2020 te Innsbruck als de Winterspelen van 2024 te Baselga di Pine 4 maal goud te winnen. Ook won hij in 2020 in Collalbo het WK Masters Allround en herhaalde hij deze prestatie in maart 2024 in Enschede.  
In 2024 werd Elferink genomineerd voor Sportman van Drenthe. De prijs werd gewonnen door Chiel Smit.

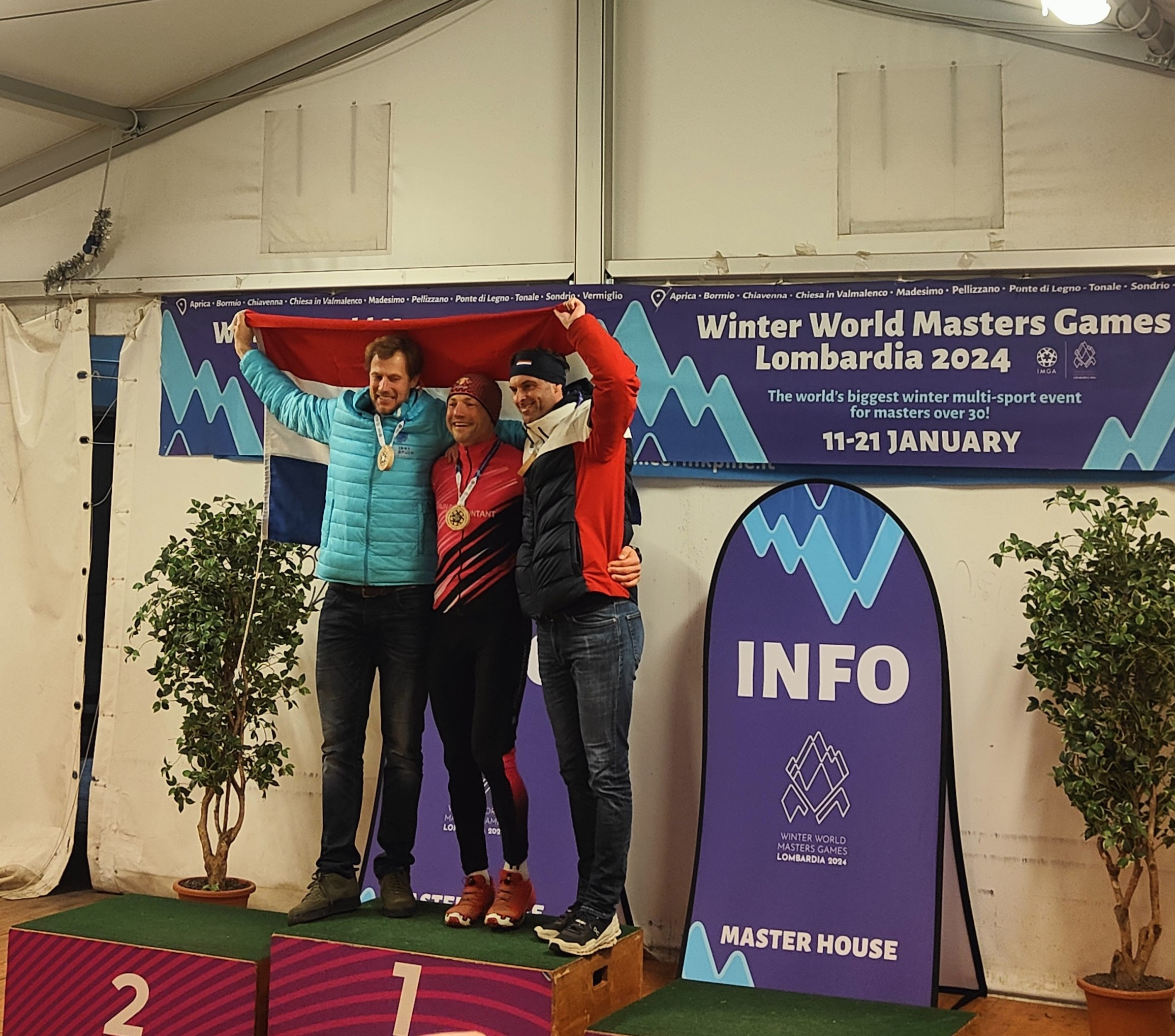
Winter World Master Games 2024 3.000m heren Arjan Elferink (NED)Michiel Wienese (NED)Daan Spoelstra (NED)

## Persoonlijk
Elfrink is naast zijn carrière als schaatser en fietser werkzaam als gymleraar op het Dr. Nassaucollege in Norg.

## Medaillespiegel
| Kampioenschap                                              | Goud | Zilver | Brons |
| ---------------------------------------------------------- | ---- | ------ | ----- |
| Winter World Master Games                                  | 8    | 0      | 0     |
| WK Masters Allround                                        | 2    | 0      | 0     |
| Nederlandse kampioenschappen marathonschaatsen op kunstijs | 4    | 2      | 1     |
| WK Masters Sprint                                          | 1    | 0      | 0     |
| NK Masters Allround Eindklassement                         | 7    | 0      | 0     |